# Bulgarischer Fußballpokal 2002/03
Der Bulgarischer Fußballpokal 2002/03 war die 63. Austragung des Pokalwettbewerbs im Fußball in Bulgarien. Pokalsieger wurde Titelverteidiger Lewski Sofia. Das Team setzte sich im Finale gegen Litex Lowetsch durch. Durch den Sieg qualifizierte sich Lewski für den UEFA-Pokal 2003/04.

## Modus
Bis zur 2. Runde und im Finale wurden die Begegnungen in einem Spiel entschieden. Bei unentschiedenem Ausgang gab es eine Verlängerung von zweimal 15 Minuten und gegebenenfalls ein Elfmeterschießen.
Von der 3. Runde bis zum Halbfinale wurde der Sieger in Hin- und Rückspiel ermittelt. Bei Torgleichheit entschied zunächst die Anzahl der auswärts erzielten Tore, danach eine Verlängerung und falls erforderlich ein Elfmeterschießen.

## 2. Runde
Teilnehmer: 18 Drittligisten (davon zwei mit Freilos) und die 16 Zweitligisten.
| Datum      |                                     | Ergebnis              |                               |
| ---------- | ----------------------------------- | --------------------- | ----------------------------- |
| 09.10.2002 | OFK Sliwen 2000 (III)               | 1:0                   | Belite Orli Plewen (II)       |
| 09.10.2002 | Slantschew brjag Nessebar (III)     | 5:0                   | FK Spartak Plewen (II)        |
| 09.10.2002 | Botew Boboschewo (III)              | 31                    | FC Botew Wraza (II)           |
| 09.10.2002 | FC Hebar Pasardschik (III)          | 3:3 n. V. (4:2 i. E.) | FC Conegliano German (II)     |
| 09.10.2002 | Beroe 1999 Stara Sagora (IV)        | 0:8                   | Rodopa Smoljan (II)           |
| 09.10.2002 | FK Kameno (III)                     | 2:0                   | Beroe Stara Sagora (II)       |
| 09.10.2002 | Tschernomorez Baltschik (III)       | 2:1                   | Olimpik Tetewen (II)          |
| 09.10.2002 | FK Schumen 2001 (III)               | 0:2                   | Pirin Blagoewgrad (II)        |
| 09.10.2002 | Wichar-Wladislaw Waltschi Dol (III) | 1:0                   | FC Dunaw Russe (II)           |
| 09.10.2002 | Lokomotive Drjanowo (III)           | 2:5                   | Swetkawiza Targowischte (II)  |
| 09.10.2002 | Minjor Pernik (III)                 | 0:1                   | Makedonska Slawa Simitli (II) |
| 09.10.2002 | Etar Weliko Tarnowo (III)           | 0:0 n. V. (3:5 i. E.) | Sokol Markowo (II)            |
| 09.10.2002 | FK Botew Ichtiman (III)             | 3:5                   | Belasiza Petritsch (II)       |
| 09.10.2002 | FK Chaskowo (III)                   | 0:1                   | Widima-Rakowski Sewliewo (II) |
| 09.10.2002 | Lewski Glawiniza (III)              | 1:2                   | Jantra Gabrowo (II)           |
| 09.10.2002 | Lokomotive Mesdra (III)             | 2:1 n. V.             | Akademik Swischtow (II)       |
|            | PFK Montana (III)                   | Freilos               |                               |
|            | Spartak Sofia (III)                 | Freilos               |                               |

## 3. Runde
Teilnehmer: Die 18 Sieger der 2. Runde und die 14 Erstligisten.
| Datum             |                                     | Gesamt    |                               | Hinspiel | Rückspiel |
| ----------------- | ----------------------------------- | --------- | ----------------------------- | -------- | --------- |
| 29.10./16.11.2002 | Tschernomorez Baltschik (III)       | 0:7       | Marek Dupniza (I)             | 0:1      | 0:6       |
| 30.10./16.11.2002 | Belasiza Petritsch (II)             | 4:6       | ZSKA Sofia (I)                | 2:3      | 2:3       |
| 30.10./16.11.2002 | Wichar-Wladislaw Waltschi Dol (III) | 0:7       | Litex Lowetsch (I)            | 0:5      | 0:2       |
| 30.10./16.11.2002 | Botew Plowdiw (I)                   | 2:3       | Makedonska Slawa Simitli (II) | 2:3      | 0:0       |
| 30.10./16.11.2002 | Jantra Gabrowo (II)                 | 1:5       | Lokomotive Plowdiw (I)        | 1:2      | 0:3       |
| 30.10./16.11.2002 | Swetkawiza Targowischte (II)        | 2:4       | Slawia Sofia (I)              | 0:0      | 2:4       |
| 30.10./16.11.2002 | Widima-Rakowski Sewliewo (II)       | (a)3:3(a) | PFC Naftex Burgas (I)         | 1:1      | 2:2       |
| 30.10./16.11.2002 | OFK Sliwen 2000 (I)                 | 0:5       | Rilski Sportist Samokow (I)   | 0:2      | 0:3       |
| 30.10./16.11.2002 | PFK Montana (III)                   | 3:4       | Botew Boboschewo (III)        | 1:1      | 2:3       |
| 30.10./16.11.2002 | Rodopa Smoljan (II)                 | 0:1       | PFC Dobrudscha Dobritsch (I)  | 0:1      | 0:0       |
| 30.10./16.11.2002 | Slantschew brjag Nessebar (III)     | 1:6       | Tscherno More Warna (I)       | 0:4      | 1:2       |
| 30.10./16.11.2002 | FK Kameno (III)                     | 00:11     | Lokomotive Sofia (I)          | 0:2      | 0:9       |
| 30.10./16.11.2002 | Spartak Sofia (III)                 | 3:0       | Lokomotive Mesdra (III)       | 2:0      | 1:0       |
| 30.10./16.11.2002 | FC Hebar Pasardschik (III)          | 2:7       | Spartak Warna (I)             | 2:5      | 0:2       |
| 30.10./16.11.2002 | FC Tschernomorez Burgas (I)         | 5:3       | Sokol Markowo (II)            | 2:2      | 3:1       |
| 30.10./20.11.2002 | Pirin Blagoewgrad (II)              | 1:3       | Lewski Sofia (I)              | 0:1      | 1:2       |

## Achtelfinale
| Datum             |                               | Gesamt |                              | Hinspiel | Rückspiel |
| ----------------- | ----------------------------- | ------ | ---------------------------- | -------- | --------- |
| 30.11./06.12.2002 | Tscherno More Warna (I)       | 0:3    | Litex Lowetsch (I)           | 0:1      | 0:2       |
| 30.11./07.12.2002 | Marek Dupniza (I)             | 6:2    | PFC Dobrudscha Dobritsch (I) | 4:0      | 2:2       |
| 30.11./07.12.2002 | Makedonska Slawa Simitli (II) | 5:1    | Botew Boboschewo (III)       | 3:0      | 2:1       |
| 30.11./07.12.2002 | Widima-Rakowski Sewliewo (II) | 2:3    | FC Tschernomorez Burgas (I)  | 2:0      | 0:3       |
| 30.11./07.12.2002 | Lokomotive Plowdiw (I)        | 6:3    | Spartak Sofia (III)          | 6:0      | 0:3       |
| 30.11./07.12.2002 | Slawia Sofia (I)              | 4:1    | Lokomotive Sofia (I)         | 4:0      | 0:1       |
| 30.11./07.12.2002 | Spartak Warna (I)             | 0:2    | Lewski Sofia (I)             | 0:0      | 0:2       |
| 30.11./07.12.2002 | Rilski Sportist Samokow (I)   | 2:7    | ZSKA Sofia (I)               | 2:1      | 0:6       |

## Viertelfinale
| Datum             |                             | Gesamt          |                               | Hinspiel | Rückspiel |
| ----------------- | --------------------------- | --------------- | ----------------------------- | -------- | --------- |
| 17.02./04.03.2003 | ZSKA Sofia (I)              | 4:2             | Makedonska Slawa Simitli (II) | 3:2      | 1:0       |
| 17.02./04.03.2003 | FC Tschernomorez Burgas (I) | 1:2             | Marek Dupniza (I)             | 1:0      | 0:2       |
| 17.02./04.03.2003 | Lewski Sofia (I)            | 2:1             | Lokomotive Plowdiw (I)        | 1:0      | 1:1       |
| 04.03./12.03.2003 | Slawia Sofia (I)            | 2:2 (4:5 i. E.) | Litex Lowetsch (I)            | 2:0      | 0:2 n. V. |

## Halbfinale
| Datum             |                    | Gesamt |                   | Hinspiel | Rückspiel |
| ----------------- | ------------------ | ------ | ----------------- | -------- | --------- |
| 16.04./03.05.2003 | Litex Lowetsch (I) | 6:0    | Marek Dupniza (I) | 2:0      | 4:0       |
| 16.04./03.05.2003 | ZSKA Sofia (I)     | 0:1    | Lewski Sofia (I)  | 0:1      | 0:0       |

## Finale
| Paarung        | Litex Lowetsch – Lewski Sofia |
| Ergebnis       | 1:2 (0:0) |
| Datum          | 21. Mai 2003 |
| Stadion        | Wassil-Lewski-Stadion, Sofia |
| Zuschauer      | 10.453 |
| Schiedsrichter | Iwan Dobrinow |
| Tore           | 0:1 Konstantin Golowskoi (48.) 0:2 Saša Simonović (82.) 1:2 Mourad Hdiouad (89.) |
| Litex Lowetsch | Stojan Stawrew – Nikolaj Dimitrow (90. Saša Bugonović), Schiwko Schelew , Slatomir Sagorčić, Tiago Silva – Nebojša Jelenković, Zwetan Krastew, Atanas Bornosusow (77. Anatoli Todorow), Mourad Hdiouad – Christo Jowow (37. Kiril Nikolow), Desislaw Russew Cheftrainer: Ferario Spassow |
| Lewski Sofia   | Dimitar Iwankow – Stanislaw Angelow, Ilijan Stojanow, Omonigho Temile, Elin Topusakow – Biser Iwanow (46. Konstantin Golowskoi), Saša Simonović, Garba Lawal (77. Manuel Mendoza), Dimitar Telkijski (87. Marcelo Vavá) – Todor Kolew, Georgi Tschilikow Cheftrainer: Georgi Todorow     |
| Gelbe Karten   | Atanas Bornosusow, Mourad Hdiouad, Desislaw Russew – Konstantin Golowskoi, Stanislaw Angelow, Omonigho Temile |